# Maarbrücke

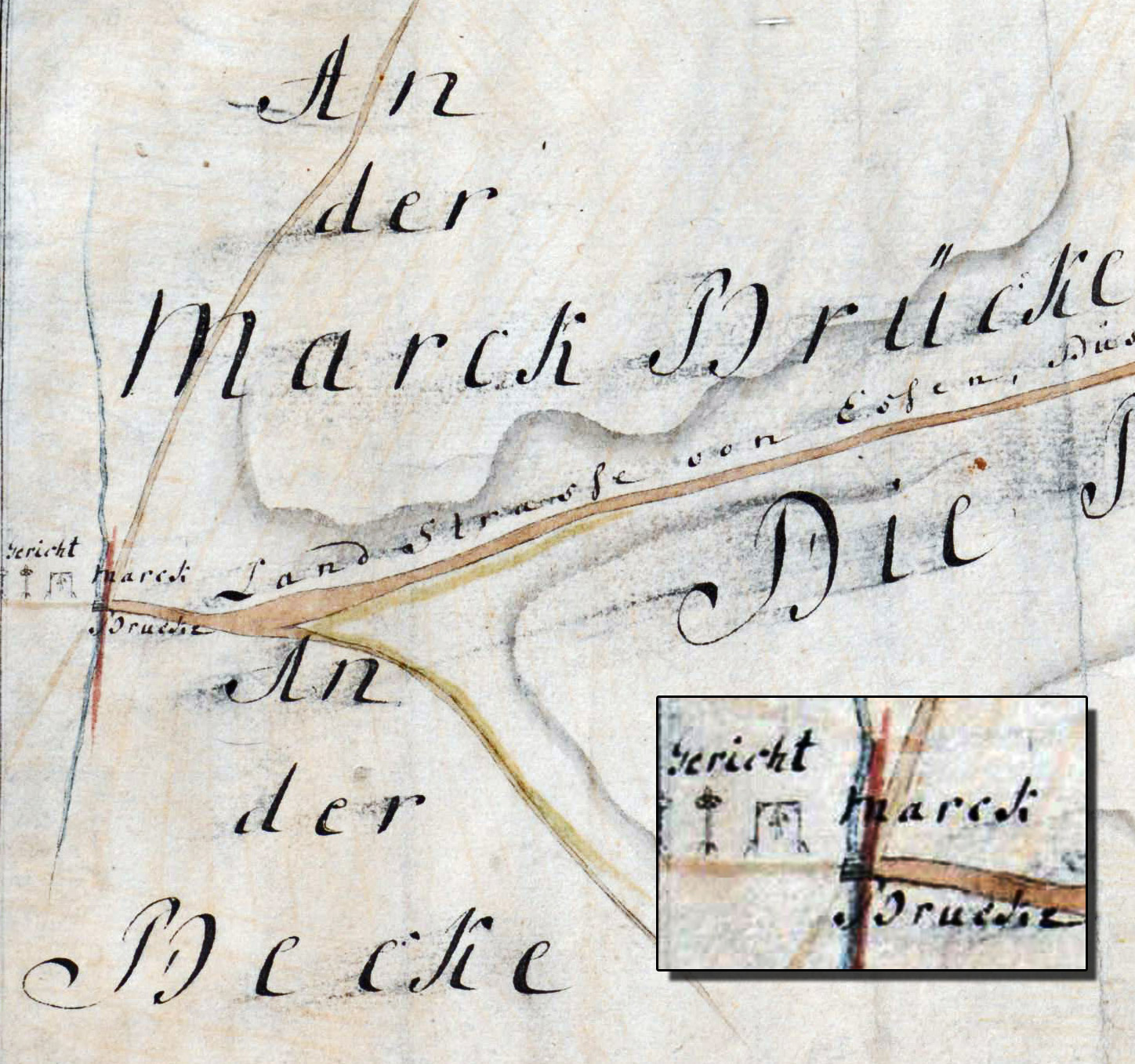
Bezeichnung Maarbrücke mit Galgen um 1755

Maarbrücke ist ein Quartier in Goldhamme, Stadtbezirk Bochum-Mitte, westlich des Westparks, früher Bochumer Verein. Der Ortsteil verfügt über eine eigene Grundschule. Die Straße An der Maarbrücke mündet in die Gahlensche Straße. Sie entstand 1921. Benannt ist sie nach einer heute nicht mehr existenten Brücke über den Marbach. Von der Stadt Bochum lag der örtliche Galgenplatz an der Maarbrücke und bis weit in das 18. Jahrhundert hinein im Gebrauch. Im vorüberfließenden Maarbach wurden die Kindesmörderinnen in einem Sacke ertränkt.